# Nephtys cornuta
Nephtys cornuta är en ringmaskart som beskrevs av Miles Joseph Berkeley 1945. Nephtys cornuta ingår i släktet Nephtys och familjen Nephtyidae. Utöver nominatformen finns också underarten N. c. franciscana.